# Philipp Oswald
Pour les articles homonymes, voir Oswald.
Philipp Oswald, né le 23 janvier 1986 à Feldkirch, est un joueur de tennis autrichien, professionnel de 2005 à 2024.
Spécialiste du double, il a remporté 11 titres sur le circuit ATP et atteint 11 autres finales.
En Grand Chelem, il réalise son meilleur résultat en atteignant les quarts de finale avec Marcus Daniell à l'Open d'Australie 2021.

## Carrière
Il remporte son premier match en simple dans le tableau final d'un tournoi ATP lors de l'Open de Kitzbühel 2012 face à Daniel Brands.
Il remporte son premier titre ATP en double à l'Open du Brésil 2014 avec l'Espagnol Guillermo García-López en battant en finale les Colombiens Juan Sebastián Cabal et Robert Farah.

## Palmarès

### Titres en double messieurs
| No | Date       | Nom et lieu du tournoi                                       | Catégorie | Dotation    | Surface      | Partenaire             | Finalistes                         | Score              |          |
| -- | ---------- | ------------------------------------------------------------ | --------- | ----------- | ------------ | ---------------------- | ---------------------------------- | ------------------ | -------- |
| 1  | 24-02-2014 | Brasil Open São Paulo                                        | ATP 250   | 474 005 $   | Terre (int.) | Guillermo García-López | Juan Sebastián Cabal Robert Farah  | 5-7, 6-4, [15-13]  | Parcours |
| 2  | 19-05-2014 | Open de Nice Côte d'Azur Nice                                | ATP 250   | 426 605 €   | Terre (ext.) | Martin Kližan          | Rohan Bopanna Aisam-Ul-Haq Qureshi | 6-2, 6-0           | Parcours |
| 3  | 16-02-2015 | Rio Open by Claro Rio de Janeiro                             | ATP 500   | 1 414 550 $ | Terre (ext.) | Martin Kližan          | Pablo Andújar Oliver Marach        | 7-63, 6-4          | Parcours |
| 4  | 06-02-2017 | Ecuador Open Quito                                           | ATP 250   | 482 060 $   | Terre (ext.) | James Cerretani        | Julio Peralta Horacio Zeballos     | 6-3, 2-1 ab.       | Parcours |
| 5  | 24-07-2017 | J. Safra Sarasin Swiss Open Gstaad                           | ATP 250   | 482 060 €   | Terre (ext.) | Oliver Marach          | Jonathan Eysseric Franko Škugor    | 6-3, 4-6, [10-8]   | Parcours |
| 6  | 16-10-2017 | VTB Kremlin Cup Moscou                                       | ATP 250   | 745 940 $   | Dur (int.)   | Max Mirnyi             | Damir Džumhur Antonio Šančić       | 6-3, 7-5           | Parcours |
| 7  | 12-02-2018 | New York Open Long Island                                    | ATP 250   | 668 460 $   | Dur (int.)   | Max Mirnyi             | Wesley Koolhof Artem Sitak         | 6-4, 4-6, [10-6]   | Parcours |
| 8  | 09-04-2018 | Fayez Sarofim & Co. US Men's Clay Court Championship Houston | ATP 250   | 557 050 $   | Terre (ext.) | Max Mirnyi             | Andre Begemann Antonio Šančić      | 62-7, 6-4, [11-9]  | Parcours |
| 9  | 15-07-2019 | Plava Laguna Croatia Open Umag                               | ATP 250   | 524 340 €   | Terre (ext.) | Robin Haase            | Oliver Marach Jürgen Melzer        | 7-5, 62-7, [14-12] | Parcours |
| 10 | 29-07-2019 | Generali Open Kitzbühel                                      | ATP 250   | 524 340 €   | Terre (ext.) | Filip Polášek          | Sander Gillé Joran Vliegen         | 6-4, 6-4           | Parcours |
| 11 | 12-10-2020 | Forte Village Sardegna Open Santa Margherita di Pula         | ATP 250   | 271 345 €   | Terre (ext.) | Marcus Daniell         | Juan Sebastián Cabal Robert Farah  | 6-3, 6-4           | Parcours |

### Finales en double messieurs
| No | Date       | Nom et lieu du tournoi                    | Catégorie | Dotation    | Surface      | Vainqueurs                      | Partenaire             | Score             |          |
| -- | ---------- | ----------------------------------------- | --------- | ----------- | ------------ | ------------------------------- | ---------------------- | ----------------- | -------- |
| 1  | 07-07-2014 | MercedesCup Stuttgart                     | ATP 250   | 426 605 €   | Terre (ext.) | Mateusz Kowalczyk Artem Sitak   | Guillermo García-López | 2-6, 6-1, [10-7]  | Parcours |
| 2  | 05-01-2015 | Qatar ExxonMobil Open Doha                | ATP 250   | 1 129 815 $ | Dur (ext.)   | Juan Mónaco Rafael Nadal        | Julian Knowle          | 6-3, 6-4          | Parcours |
| 3  | 01-02-2016 | Garanti Koza Sofia Open Sofia             | ATP 250   | 463 520 $   | Dur (int.)   | Wesley Koolhof Matwé Middelkoop | Adil Shamasdin         | 5-7, 7-69, [10-6] | Parcours |
| 4  | 08-01-2018 | ASB Classic Auckland                      | ATP 250   | 501 345 $   | Dur (ext.)   | Oliver Marach Mate Pavić        | Max Mirnyi             | 6-4, 5-7, [10-7]  | Parcours |
| 5  | 15-10-2018 | VTB Kremlin Cup Moscou                    | ATP 250   | 912 680 $   | Dur (int.)   | Austin Krajicek Rajeev Ram      | Max Mirnyi             | 7-64, 6-4         | Parcours |
| 6  | 22-07-2019 | J. Safra Sarasin Swiss Open Gstaad Gstaad | ATP 250   | 524 340 €   | Terre (ext.) | Sander Gillé Joran Vliegen      | Filip Polášek          | 6-4, 6-3          | Parcours |
| 7  | 13-01-2020 | ASB Classic Auckland                      | ATP 250   | 546 355 $   | Dur (ext.)   | Luke Bambridge Ben McLachlan    | Marcus Daniell         | 7-63, 6-3         | Parcours |
| 8  | 08-03-2021 | Qatar ExxonMobil Open Doha                | ATP 250   | 1 153 560 $ | Dur (ext.)   | Aslan Karatsev Andrey Rublev    | Marcus Daniell         | 7-5, 6-4          | Parcours |
| 9  | 27-09-2021 | Sofia Open Sofia                          | ATP 250   | 419 470 €   | Dur (int.)   | Jonny O'Mara Ken Skupski        | Oliver Marach          | 6-3, 6-4          | Parcours |
| 10 | 18-07-2022 | EFG Swiss Open Gstaad Gstaad              | ATP 250   | 534 555 €   | Terre (ext.) | Tomislav Brkić Francisco Cabral | Robin Haase            | 6-4, 6-4          | Parcours |
| 11 | 24-06-2023 | Mallorca Championships Calvià             | ATP 250   | 915 630 €   | Gazon (ext.) | Yuki Bhambri Lloyd Harris       | Robin Haase            | 6-3, 6-4          | Parcours |

## Parcours dans les tournois duGrand Chelem

### En simple
N'a jamais participé à un tableau final.

### En double messieurs
| Année | Open d'Australie              | Open d'Australie            | Internationaux de France        | Internationaux de France   | Wimbledon                      | Wimbledon                       | US Open                           | US Open                        |
| ----- | ----------------------------- | --------------------------- | ------------------------------- | -------------------------- | ------------------------------ | ------------------------------- | --------------------------------- | ------------------------------ |
| 2013  | —                             | —                           | —                               | —                          | 1er tour (1/32) D. Meffert     | Max Mirnyi Horia Tecău          | 2e tour (1/16) D. Brands          | Leander Paes R. Štěpánek       |
| 2014  | 2e tour (1/16) S. Stadler     | M. Llodra Nicolas Mahut     | 2e tour (1/16) G. García        | M. Granollers Marc López   | 1er tour (1/32) G. García      | A. Begemann Lukáš Rosol         | 1/8 de finale G. García           | Eric Butorac Raven Klaasen     |
| 2015  | 1er tour (1/32) M. Kližan     | P.-H. Herbert Nicolas Mahut | 1er tour (1/32) M. Kližan       | Steve Johnson Sam Querrey  | 1er tour (1/32) F. Čermák      | Eric Butorac Colin Fleming      | 1/8 de finale A. Shamasdin        | Jamie Murray John Peers        |
| 2016  | 1er tour (1/32) A. Shamasdin  | Eric Butorac Scott Lipsky   | —                               | —                          | —                              | —                               | —                                 | —                              |
| 2017  | 1er tour (1/32) J. Cerretani  | N. Monroe Artem Sitak       | 2e tour (1/16) A. Begemann      | Julio Peralta H. Zeballos  | 2e tour (1/16) J. Knowle       | F. Mergea A.-U.-H. Qureshi      | 1er tour (1/32) André Sá          | A. Krajicek J. Withrow         |
| 2018  | 2e tour (1/16) Max Mirnyi     | Bob Bryan Mike Bryan        | 1er tour (1/32) Max Mirnyi      | J. S. Cabal Robert Farah   | 1er tour (1/32) Max Mirnyi     | Julio Peralta Horacio Zeballos  | 1er tour (1/32) Max Mirnyi        | M. Daniell W. Koolhof          |
| 2019  | 1er tour (1/32) Tim Pütz      | Pablo Cuevas F. Verdasco    | —                               | —                          | 1/8 de finale Roman Jebavý     | J. S. Cabal Robert Farah        | 1er tour (1/32) R. Lindstedt      | Jozef Kovalík A. Ramos-Viñolas |
| 2020  | 1er tour (1/32) M. Daniell    | M. Granollers H. Zeballos   | 1er tour (1/32) M. Daniell      | Mate Pavić Bruno Soares    | Annulé                         | Annulé                          | 1/8 de finale M. Daniell          | C. Eubanks M. McDonald         |
| 2021  | 1/4 de finale M. Daniell      | Rajeev Ram Joe Salisbury    | 2e tour (1/16) M. Daniell       | R. Arneodo Benoît Paire    | 2e tour (1/16) M. Daniell      | Tomislav Brkić Nikola Čačić     | 1er tour (1/32) Oliver Marach     | J. Erlich Lloyd Harris         |
| 2022  | 1er tour (1/32) M. Middelkoop | R. Klaasen B. McLachlan     | 1er tour (1/32) H. Hach Verdugo | M. Arévalo J.-J. Rojer     | 2e tour (1/16) H. Hach Verdugo | Nicolas Mahut É. Roger-Vasselin | 1/8 de finale R. Haase            | N. Mektić Mate Pavić           |
| 2023  | 1er tour (1/32) G. Durán      | M. Purcell J. Thompson      | 1er tour (1/32) R. Haase        | R. Arneodo T.-S. Weissborn | 1er tour (1/32) R. Haase       | M. Melo John Peers              | 1er tour (1/32) van de Zandschulp | Ariel Behar A. Pavlásek        |

N.B. : le nom du partenaire se trouve sous le résultat ; le nom des ultimes adversaires se trouve à droite.

### En double mixte
| Année | Open d'Australie | Open d'Australie | Internationaux de France | Internationaux de France | Wimbledon                     | Wimbledon                  | US Open | US Open |
| ----- | ---------------- | ---------------- | ------------------------ | ------------------------ | ----------------------------- | -------------------------- | ------- | ------- |
| 2014  | —                | —                | —                        | —                        | 1er tour (1/32) Y. Meusburger | Tímea Babos Eric Butorac   | —       | —       |
| 2015  | —                | —                | —                        | —                        | 2e tour (1/16) Belinda Bencic | Tímea Babos Alexander Peya | —       | —       |
|       |                  |                  |                          |                          |                               |                            |         |         |
| 2018  | —                | —                | —                        | —                        | 1er tour (1/32) X. Knoll      | Mattek-Sands Mike Bryan    | —       | —       |
| 2019  | —                | —                | —                        | —                        | 2e tour (1/16) M. Adamczak    | K. Peschke W. Koolhof      | —       | —       |

N.B. : le nom de la partenaire se trouve sous le résultat ; le nom des ultimes adversaires se trouve à droite.

## Classements ATP en fin de saison
| Année          | 2004 | 2005 | 2006 | 2007 | 2008 | 2009 | 2010 | 2011 | 2012 | 2013 | 2014 | 2015 | 2016 | 2017 | 2018 | 2019 | 2020 | 2021 | 2022 | 2023 |
| Rang en simple | –    | 849  | 878  | 559  | 434  | 206  | 415  | 265  | 378  | 982  | 808  | –    | –    | –    | –    | –    | –    | –    | –    | –    |
| Rang en double | 1323 | 629  | 420  | 258  | 140  | 121  | 104  | 128  | 122  | 81   | 51   | 57   | 71   | 50   | 52   | 41   | 42   | 52   | 68   | 100  |

Source : (en) Classements de Philipp Oswald sur le site officiel de la Fédération internationale de tennis